# Porovnání programů na vytvoření diskových obrazů
Tato tabulka slouží k porovnání významných softwarových aplikací, které mají přístup k diskovým obrazům, nebo alespoň možnost s nimi manipulovat . Porovnává jejich schopnosti manipulace s diskovými obrazy.
| Software                     | VytvořeníA | ÚpravaB                           | VloženíC                       | ObnovaD | VýtažekE                     | VstupF | VýstupG                                                               | OS                                     | Licence                                                           |
| ---------------------------- | ---------- | --------------------------------- | ------------------------------ | ------- | ---------------------------- | --- | --------------------------------------------------------------------- | -------------------------------------- | ----------------------------------------------------------------- |
| 7-Zip                        | Ne         | Ne                                | Ne                             | Ne      | Ano                          | ISO, BIN, MDF, NRG | —                                                                     | Windows, Linux, Mac OS                 | GPL                                                               |
| AcetoneISO                   | Ano        | Ne                                | Ano                            | Ano     | Ano                          | CD, DVD, ISO, BIN, MDF, IMG, NRG, CUE, TOC, DMG | CD, DVD, ISO, BIN                                                     | Linux                                  | GPL                                                               |
| Acronis True Image           | Ano        | Ne                                | Ano                            | Ano     | Ano                          | TIB, VHD | TIB, VHD                                                              | Windows                                | Shareware                                                         |
| Alcohol 120%                 | Ano        | Ne                                | Ano                            | Ano     | Ne                           | ISO, B5T, B6T, BWT, CCD, CDI, CUE, MDS, NRG, ISZ | MDS/MDF, ISO                                                          | Windows                                | Shareware                                                         |
| Alcohol 52% FE               | Ano        | Ne                                | Ano                            | Ne      | Ne                           | ISO | —                                                                     | Windows                                | Shareware                                                         |
| AnyDVD HD                    | Ano        | Ne                                | Ne                             | Ne      | Ne                           | — | ISO                                                                   | Windows                                | Shareware                                                         |
| Ashampoo Burning Studio      | Ano        | Ne                                | Ne                             | Ano     | Ne                           | ISO | —                                                                     | Windows                                | Shareware Čas od času jsou k dispozici starší verze jako freeware |
| BlindWrite                   | Ano        | ?                                 | ?                              | Ano     | ?                            | B5T, B6T, BWA, BWI, BWS, BWT, CUE/BIN, ISO, MDS/MDF | B5T, B6T, BWA, BWI, BWS, BWT, CUE/BIN, ISO, MDS/MDF                   | Windows                                | Shareware                                                         |
| Brasero                      | Ne         | Ne                                | Ne                             | Ano     | Ne                           | ISO, CUE | CD, DVD                                                               | Linux                                  | GPL                                                               |
| Burnatonce                   | Ne         | Ne                                | Ne                             | Ano     | Ne                           | ISO, CUE, TOC | —                                                                     | Windows                                | Freeware                                                          |
| CDBurnerXP                   | Ano        | Ne                                | Ne                             | Ano     | Ne                           | ISO, NRG, BIN/CUE | ISO, MDS/MDF                                                          | Windows                                | Freeware                                                          |
| CDemu                        | Ne         | Ne                                | Ano                            | Ne      | Ne                           | CSO, ECM, GBI, GZ, XZ, ISZ, DMG, ISO, UDF, NRG, CDI, CCD, SUB, IMG, CUE/BIN, TOC, B5T, B6T, MDS, MDX, CIF, C2D, DAA | —                                                                     | Linux                                  | GPL v2                                                            |
| genisoimage                  | Ano        | Ne                                | Ne                             | Ne      | Ne                           | — | ISO                                                                   | Linux, Unix                            | GPL                                                               |
| isoinfo                      | Ne         | Ne                                | Ne                             | Ne      | Ne                           | ISO | —                                                                     | Linux                                  | GPL                                                               |
| mkisofs                      | Ano        | Ne                                | Ne                             | Ne      | Ne                           | — | ISO                                                                   | Linux, Amiga Windows                   | GPL                                                               |
| CDRoller                     | Ano        | Ne                                | Ne                             | Ano     | Ano                          | ISO | ISO                                                                   | Windows                                | Shareware                                                         |
| CDRWIN                       | ?          | ?                                 | ?                              | ?       | ?                            | CUE, BIN | CUE, BIN                                                              | Windows                                | Shareware                                                         |
| CloneCD                      | Ano        | Ne                                | Ne                             | Ano     | Ne                           | ISO, UFD, IMG | ISO, UFD, IMG                                                         | Windows                                | Shareware                                                         |
| CloneDVD                     | Ano        | Ne                                | Ne                             | Ano     | Ano                          | ISO | ISO                                                                   | Windows                                | Shareware                                                         |
| CopyCatX                     | Ano        | Ne                                | Ne                             | Ano     | Ano                          | DMG | DMG                                                                   | Mac OS X                               | Shareware                                                         |
| Daemon Tools Lite            | Ano        | Ne                                | Ano                            | Ne      | Částečný, vyžaduje Astroburn | ISO, BIN/CUE, B5T, B6T, BWT, CCD, CDI, MDF/MDS, MDX, NRG, ISZ | ISO, MDS/MDF, MDX                                                     | Windows                                | Freemium(Shareware in Korea od verze 4.45.1)                      |
| Daemon Tools Pro             | Ano        | Ano                               | Ano                            | Ano     | Ano                          | ISO, BIN/CUE, B5T, B6T, BWT, CCD, CDI, MDF/MDS, MDX, NRG, PDI, ISZ | ISO, MDS/MDF, MDX                                                     | Windows                                | Shareware                                                         |
| DeepBurner                   | Ano        | Ne                                | Ne                             | Ano     | Ne                           | ISO | ISO                                                                   | Windows                                | Freemium                                                          |
| Disco                        | ?          | ?                                 | ?                              | Ano     | ?                            | ? | ?                                                                     | Mac OS X                               | Freeware                                                          |
| DiscJuggler                  | ?          | ?                                 | ?                              | ?       | ?                            | CDI, ISO | CDI                                                                   | Windows                                | Shareware                                                         |
| Disk Utility                 | Ano        | Ano                               | Ano                            | Ano     | Ano                          | DMG, ISO | DMG, ISO                                                              | Mac OS X                               | Proprietární součást Mac OS X                                     |
| DiskImageMounter             | Ne         | Ano                               | Ano                            | Ano     | Ne                           | DMG, ISO | DMG, ISO                                                              | Mac OS X                               | Proprietární součást Mac OS X                                     |
| DVD Shrink                   | Ano        | Ne                                | Ne                             | Ne      | Ne                           | — | ISO                                                                   | Windows                                | Freeware                                                          |
| File Roller                  | Ne         | Ne                                | Ne                             | Ne      | Ano                          | ISO | —                                                                     | Unix-like                              | GPL                                                               |
| Furius ISO Mount             | Ne         | Ne                                | Ano                            | Ano     | Ne                           | ISO, IMG, BIN, MDF, NRG | ?                                                                     | Linux                                  | GPL                                                               |
| Image for Windows            | Ano        | Ne                                | Ano                            | Ano     | Ano                          | TBI, VHD, VMDK | TBI, VHD, VMDK                                                        | Windows                                | Shareware                                                         |
| ImgBurn                      | Ano        | Ne                                | Ne                             | Ano     | Ne                           | ISO | ISO, MDS                                                              | Windows                                | Freeware                                                          |
| InfraRecorder                | Ano        | Ne                                | Ne                             | Ano     | Ne                           | — | —                                                                     | Windows                                | GPL                                                               |
| ISO Master                   | Ano        | Ano                               | Ne                             | Ne      | Ano                          | ISO | ISO                                                                   | Linux, BSD                             | GPL v2                                                            |
| ISO Recorder                 | Ano        | Ne                                | Ne                             | Ano     | Ne                           | ISO | ISO                                                                   | Windows XP, Windows Vista, Windows 7   | BSD                                                               |
| IsoBuster                    | Ano        | Ne                                | Ne                             | Ne      | Ano                          | DAO, TAO, ISO, BIN, IMG, CCD, CIF, FCD, NRG, GCD, P01, C2D, CUE, CDI, CD, GI, PXI, MDS/MDF, VC4/000, B5T/B5I, DMG, IBP, IBQ, NCD, FLP, E01/S01/L01, RMG                                                                        | ISO, TAO, BIN, CUE, IBP and IBQ                                       | Windows                                | Shareware                                                         |
| IZArc                        | Ne         | Ne                                | Ne                             | Ne      | Ano                          | ISO | —                                                                     | Windows                                | Freeware                                                          |
| K3b                          | Ano        | Ne                                | Ne                             | Ano     | Ano                          | ISO | —                                                                     | Unix-like                              | GPL                                                               |
| libguestfs                   | Ano        | Ano                               | Ano                            | Ne      | Ano                          | raw, qcow2, VMDK, VHD | raw, qcow2, VMDK, VHD                                                 | Linux                                  | LGPL                                                              |
| MagicISO                     | Ano        | Ano                               | Částečné, s použitím MagicDisc | Ano     | Ano                          | Supported by both MagicISO and MagicDisc: ISO, BIN/CUE, IMA/IMG, CIF, NRG, IMG/CCD, MDF/MDS, VCD, VaporCD, P01/MD1/XA, VC4/000, VDI, C2D, BWI/BWT, CDI, TAO/DAO, PDI. Supported by MagicISO only: DMG, FLP, DSK, BFI, BIF, WBT | ISO, BIN/CUE, UIF, NRG, DMG                                           | Windows                                | Shareware (MagicDisc je Freeware)                                 |
| mount                        | Ne         | Ne                                | Ano                            | Ne      | Ne                           | ISO | —                                                                     | Linux                                  | GPL                                                               |
| Macrium Reflect              | Ano        | Ne                                | Ano                            | Ano     | ?                            | MRIMG | MRIMG                                                                 | Windows                                | Shareware                                                         |
| Nero Multimedia Suite        | Ano        | Ne                                | Ne                             | Ano     | Ne                           | ISO, NRG | ISO, NRG                                                              | Windows                                | Shareware                                                         |
| Nero Burning ROM             | Ano        | Ne                                | Ne                             | Ano     | Ne                           | ISO, NRG | ISO, NRG                                                              | Windows                                | Shareware                                                         |
| Nero Linux                   | Ano        | Ne                                | Ne                             | Ano     | Ne                           | ISO, NRG | ISO, NRG                                                              | Linux                                  | Prodej ukončen (Shareware)                                        |
| Norton Ghost                 | Ano        | Ne                                | Ano                            | Ano     | ?                            | GHO, GHS, VMDK, V2I, IV2I, PQI | GHO, GHS, VMDK                                                        | Windows                                | Shareware                                                         |
| Partimage                    | Ano        | Ne                                | Ne                             | Ano     | Ne                           | Komprimovaný obraz souborového systému: Ext2, Ext3, Reiserfs, FAT16, FAT32, HPFS, JFS, Xfs, UFS, HFS and NTFS | Ext2, Ext3, Reiserfs, FAT16, FAT32, HPFS, JFS, Xfs, UFS, HFS and NTFS | Linux                                  | GPL                                                               |
| PeaZip                       | Ne         | Ne                                | Ne                             | Ne      | Ano                          | DMG, ISO, VHD, WIM | —                                                                     | Windows, Linux                         | LGPL v3                                                           |
| PowerISO Verze pro Linux     | Ne         | Ne                                | Ne                             | Ne      | Ano                          | ISO | ISO, BIN, DAA                                                         | Linux                                  | Freeware                                                          |
| PowerISO Verze pro Windows   | Ano        | Ano                               | Ano                            | Ano     | Ano                          | ISO, BIN/CUE, DAA, UIF, DMG, MDF/MDS, ASHDISC, BWI/B5I, LCD, IMG, CDI, CIF, P01, PDI, NRG, NCD, PXI, GI, FCD, VCD, C2D, BIF | ISO, BIN, DAA                                                         | Windows                                | Shareware                                                         |
| Roxio Creator                | Ano        | Ne                                | Ne                             | Ano     | Ne                           | ISO, C2D, BIN/CUE, GI | ISO, GI                                                               | Windows                                | Proprietární Komerční                                             |
| Roxio Toast                  | Ne         | Ne                                | Ne                             | Ano     | Ne                           | ISO, BIN/CUE, IMG, DMG, CDR, NRG | —                                                                     | Mac OS X                               | Proprietární Komerční                                             |
| Saturn Disk Image            | Ano        | Ne                                | Ne                             | Ne      | Ano                          | ISO (ISO 9660 and Joliet only) | —                                                                     | Windows, Linux, Mac OS X, BSD, Solaris | Freeware                                                          |
| UltraISO                     | Ano        | Ano                               | Ano                            | Ano     | Ano                          | BIN/CUE, BWI/BWT/B5T/B5I/B6T/B6I, C2D, CDI, CIF, DAA, DMG, FCD, G2D, GCD/GI, IMA, IMG/CCD, IML, ISO/ISZ, LCD, MDF/MDS, NCD, NRG, P01/MD1/XA, PDI, PXI, TAO/DAO, UIF, VaporCD, VC4/000, VCD, VDI, XMD/XMF                       | BIN/CUE, CCD/IMG/SUB, ISO/ISZ, MDF/MD5, NRG                           | Windows                                | Shareware                                                         |
| Virtual CloneDrive           | Ne         | Ne                                | Ano                            | Ne      | Ne                           | ISO, BIN, CCD | —                                                                     | Windows                                | Freeware                                                          |
| Virtual CD-ROM Control Panel | Ne         | Ne                                | Ano                            | Ne      | Ne                           | ISO | —                                                                     | Windows                                | Freeware                                                          |
| VirtualDrive Pro             | Ne         | Ne                                | Ano                            | Ne      | Ne                           | — | —                                                                     | Windows                                | Shareware                                                         |
| WinCDEmu                     | Ano        | Ne                                | Ano                            | Ne      | Ne                           | ISO, CUE, NRG, MDS/MDF, CCD, IMG | —                                                                     | Windows                                | LGPL                                                              |
| WinImage                     | Ano        | Částečná, pouze nahrazení souboru | Ano                            | Ne      | Ano                          | ISO, VMDK, VHD, VUD, CIF, DSK, VFD, FLP, IMA, IMZ, WLZ, DMF | ISO, VMDK, VHD, VUD, CIF, DSK, VFD, FLP, IMA, IMZ, WLZ, DMF           | Windows                                | Shareware                                                         |
| WinISO                       | Ano        | Ano                               | Ano                            | ?       | Ano                          | BIN/CUE, DMG, IMG/CCD, HFS, ISO, MDF/MDS, NRG, UDF | BIN/CUE, CCD/IMG/SUB, ISO, MDF/MD5, NRG                               | Windows                                | Shareware                                                         |
| WinRAR                       | Ne         | Ne                                | Ne                             | Ne      | Ano                          | ISO | —                                                                     | Windows                                | Shareware                                                         |
| WinZip                       | Ne         | Ne                                | Ne                             | Ne      | Ano                          | ISO | —                                                                     | Windows                                | Shareware                                                         |
| Software                     | VytvořeníA | ÚpravaB                           | VloženíC                       | ObnovaD | VýtažekE                     | VstupF | VýstupG                                                               | OS                                     | Licence                                                           |

| A) Vytvoření: Určuje, zda aplikace může vytvořit nový soubor diskového obrazu, a to buď tím, že zachytí obraz skutečného disku, nebo poskládá soubor obrazu disku z místně uložených souborů.   |
| B) Úprava: Určuje, zda aplikace je schopna manipulovat s obsahem existujícího obrazu disku, včetně přidání, změny nebo mazání souborů, nebo jinak upravovat metadata diskového obrazu.          |
| C) Vložení: Určuje, zda aplikace může emulovat optickou jednotku. Toto použití zpracovává soubor s diskovým obrazem jako virtuální disk, a prakticky ho vloží do emulovaného virtuálního disku. |
| D) Obnova: Určuje, zda aplikace může zapisovat obsah souboru bitové kopie disku na fyzickém médiu (například optického disku, disketa nebo pevný disk) a vytvořit tak fyzickou repliku .        |
| E) Výtažek: Určuje, zda aplikace může zkopírovat jen některé, nebo všechny soubory v rámci souboru s diskovým obrazem někam jinam. Volba extrakce jednotlivých souborů.                         |
| F) Vstup: Určuje vstupní typy formátů diskových obrazů, které aplikace umí otevřít, a pracovat s nimi.                                                                                          |
| G) Výstup: Určuje výstupní typy formátů diskových obrazů, které aplikace umí uložit. |